# Josip Marija Carević
Dr. mons. Josip Marija Carević (Metković, 16. veljače 1883. – Strmec, 10. svibnja 1945. ), hrvatski svećenik, biskup i mučenik.

## Životopis
Kao pitomac splitskog sjemeništa završio je gimnaziju na državnoj klasičnoj gimnaziji u Splitu, a kao pitomac rimskog zavoda Germanicum-Hungaricum studirao je filozofiju i teologiju na Papinskom sveučilištu Gregoriana, gdje je doktorirao.
U Rimu je 28. listopada 1908. zaređen za svećenika Splitsko-makarske nadbiskupije. Dubrovačkim je biskupom imenovan 13. travnja 1929., biskupski red je primio u Zagrebu 4. kolovoza, a upravu biskupije je preuzeo 8. rujna 1929. Za vrijeme svog mandata u Dubrovniku, 1935. godine dao je podići poznati dubrovački simbol Križ na Srđu kao spomen na 1900 godina od Kristovog raspeća.
Dana 9. veljače 1940. godine odstupio je s dužnosti, te dolazi u Zagrebačku nadbiskupiju, gdje se stavio se na raspolaganje nadbiskupu blaženom Alojziju Stepincu za pomoć u pastoralnim potrebama. U to vrijeme imenovan je naslovnim biskupom turskog Aristiuma.
Do danas su ostale nerazjašnjene okolnosti njegovog odstupanja s dužnosti dubrovačkog biskupa. Biskupiju je bio zatekao u zabrinjavajućem stanju, bez ijednog kandidata za svećeništvo; u samo 10 godina njegovog upravljanja Biskupijom, zaređena su potom čak 34 svećenika. Iskazao se kao čvrsti hrvatski domoljub u vrijeme kada je čitava njegova biskupija pripojena Zetskoj banovini, čime su vlasti Kraljevine Jugoslavije bile taj dio Hrvatske pripojile područjima Crne Gore. Nagađa se da je na području biskupije J. M. Carević suočavao s otporom među dijelom svećenstva, ali nema dokumenata koji bi to potvrđivali. Nema, također, nikakvih saznanja o nekoj njegovoj moralnoj problematičnosti. Iz pisma koje je splitski biskup Kvirin Klement Bonefačić napisao apostolskom nunciju u Beogradu Ermenegildu Pelegrinettiju saznaje se da u Vatikanu nije bila usvojena obranu dalmatinskih biskupa koji su stali uz biskupa Carevića, nego su postupili - kako se u pismu navodi - slijedom nekakvih kleveta.
Nastanio se najprije u Zagrebu, u Jurjevskoj ulici. Po dozvoli nadbiskupa Stepinca dijelio je narednih godina sakrament svete potvrde po župama Zagrebačke nadbiskupije i predvodio razne crkvene svečanosti. 1943. god. se nastanjuje u Velikom Trgovišću, gdje preuzima pastoralnu brigu za filijalu Strmec; odande se više nije vraćao u Zagreb.
Okrutno je mučen i ubijen krajem Drugog svjetskog rata u Velikom Trgovišću. Petorica lokalnih komunista su ga u ožujku 1945. god. uhvatili, odveli u šumu, ondje mučili i ubili. Ubojstvo je uslijedilo nakon što je 19. ožujka 1945. god. veća grupa mještana - među njima i biskup Carević - bila odvedena na saslušanje u Veliko Trgovišće: biskup i neki drugi su pušteni, pa su počinitelji vrlo vjerojatno sumnjali da je njihovim neprijateljima odao neke važne informacije. Ubojice i ubojstvo su u kraju bili dobro poznati, a bilo je i očevidaca koji pripovijedaju da su ubojice biskupa putem jašili, da su ga u šumi tukli, derali mu nožem trake kože, odrezali mu prst, uškopili ga, te su ga kraju dokrajčili metkom iz pištolja. Pokopali su ga počinitelji u istoj šumi kod mjesta Vadine, južno od kapele Majke Božje na Strmcu; navodno je na njegov grob posađen bagrem, što bi moglo objasniti zašto grob poslije nije pronađen. Mještani su narednih godina svjedočili kako su sudionici u biskupovom ubijanju pogibali u tragičnim okolnostima - čak tri od supočinitelja su zaklali članovi vlastitih obitelji, a onaj koji je biskupa ustrijelio poginuo je od metka ispaljenog kod čišćenja oružja; jedini koji se ispovijedio umro je u teškim mukama, te je u postelji samog sebe ubadao nožem - pripisujući to njihovom sudjelovanju u strašnom događaju o kojima se desetljećima pripovijedalo u svom kraju.
Josip Marija Carević jedini je hrvatski biskup koji je otvoreno smaknut odmah po dolasku partizana na vlast.

## Književna djela
Josip Marija Carević autor je više knjiga, članaka i pastirskih poslanica, među kojima "Konstantin Veliki i kršćanstvo: prigodom Konstantinova jubileja 313-1913"., Split, 1913., 146 str.; "Hipnotizam u svjetlu filozofije: prigodom hipnotičkih eksperimenata", Split, 1914. , 88 str.; "Odgovor na prigovore o hipnotizmu. Potonja razjašnjenja uz istoimenu studiju", Bogoslovska smotra, VII , 1916.; p. o. , Zagreb: piščevom nakladom, 1917., 127 str.; "Promjene u novom crkvenom zakoniku", Split, 1918., 80 str.; II. ispravlj. i popunj. izd., Split: Leonova tiskara, 1920., 80 str.; "Pastirske poslanice: Moralno-socijalna kriza: Uzroci i ljekovi",1929.; "O kršćanskom odgoju u obitelji", 1931.; "Poštuj oca i mater", 1932.; "Propeti Isuskrst: Najbolja knjiga života", 1934.; O Katoličkoj crkvi 1935.; "O grbovi psovke", 1936.; "Za euharistijski kongres u Dubrovniku", 1936.

## Vanjske poveznice
- Josip Carević, "Konstantin Veliki i kršćanstvo", Tisak Leonove tiskare, Split, 1913.
- "Pojam o Bogu i čovječanstvo", Josip Carević,Obnovljeni Život : časopis za filozofiju i religijske znanosti, Vol. 22. No. 2., 1941.
- "Značenje Lava N. Tolstoja", Josip Carević, Obnovljeni Život : časopis za filozofiju i religijske znanosti, Vol. 21. No. 10., 1940.
- "Odgovor na prigovore o hipnotizmu", Josip Carević, "Bogoslovska smotra" Vol. 7 No. 2, 1916.

| Titule u Katoličkoj Crkvi | Titule u Katoličkoj Crkvi     | Titule u Katoličkoj Crkvi |
| ------------------------- | ----------------------------- | ------------------------- |
| prethodnik Josip Marčelić | dubrovački biskup 1929.–1940. | nasljednik Pavao Butorac  |